# Leo Welch
Leo Welch (Calhoun megye, 1932. március 22. – Mississippi, 2017. december 19.), amerikai dzsesszzenész, gitáros, dalszerző.

## Pályafutása
Sabougla városában, Mississippiben született. 30 éven át favágó volt. Ezalatt a Mississippi deltában különféle hangszereken tanult meg játszani: hegedülni, a harmonikázni és gitározni is.
Zenei karrierje 2014-ben kezdődött, amikor titokban felvételt készített a menedzsere születésnapi partiján. Tulajdonképpen ekkor indult zenei pályája a „Sabougla Voices” című lemeze kiadásával.
Következő stúdióalbuma, az „I Don't prefer No Blues” 2015-ben jelent meg.
85 éves korában hunyt el.

## Lemezek
- 2014: Sabougla Voices[2]
- 2015: I Don't prefer No Blues
- 2019: Angels in Heaven Done Signed My Name[3]

## Filmek
2017: „Late Blossom Blues” (osztrák-amerikai portréfilm)